# Guerre de Wakarusa
Pour les articles homonymes, voir Wakarusa.

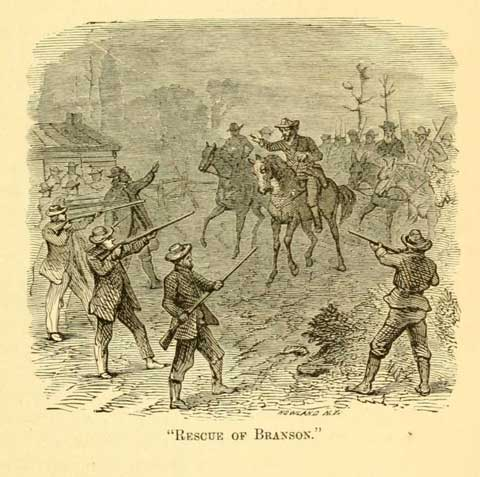
Sauvetage de Jacob Brandson par des propriétaires pendant la guerre de Wakarusa

La guerre de Wakarusa est une escarmouche qui a eu lieu dans le territoire du Kansas en novembre et décembre 1855. Ce fut l'un des événements de Bleeding Kansas, une série de violentes confrontations politiques et populaires qui opposèrent, de 1854 à 1861, dans le Territoire du Kansas et les villes de la frontière ouest du Missouri, les Free Soilers (anti-esclavagistes) et les Border Ruffians, partisans de l'esclavage.
La guerre de Wakarusa se passa aux alentours de Lawrence (Kansas) et de la rivière Wakarusa, au sud de Topeka (Kansas).

## Origine
Les événements qui menèrent à la guerre de Wakarusa commencèrent le 21 novembre 1855, quand l'anti-esclavagiste Charles W. Dow fut assassiné par un colon pro-esclavagiste. Une escalade de violentes représailles mutuelles se produisit. Le 1er décembre 1855 une petite armée de Missouriens, sous le commandement du shérif Samuel J. Jones, du Comté de Douglas (Kansas), assiégèrent Lawrence (Kansas).

## Le siège
Pendant le siège, le corps principal des envahisseurs campait à environ 10 kilomètres au sud-ouest de Lawrence (Kansas). L'armée des assaillants comptait 1 500 hommes. Ils étaient diversement armés, mais ayant pénétré par effraction dans l'arsenal des États-Unis à Liberty (Missouri), ils avaient volé les pistolets, sabres, canons et munitions dont ils avaient besoin.
À Lawrence, John Brown et James Henry Lane avaient rassemblé une armée de colons anti-esclavagistes et érigé des barricades. Il n'y eut aucune attaque sur Lawrence. Le 8 décembre, un traité de paix apaisa le désordre, et ses dispositions furent généralement acceptées. Le 6 décembre l'abolitionniste Thomas Barber devient la seule victime de ce siège. Sa mort fut immortalisée par John Greenleaf Whittier dans un poème intitulé L'Enterrement de Barber.